# Келли, Джонни (музыкант)
Джон «Джонни» Келли (англ. John «Johnny» Kelly; род. 9 марта 1968, Бруклин) — американский музыкант, барабанщик групп Type O Negative (1994-2010), Danzig (2002-2003, 2005-2007, 2008-н.в.), A Pale Horse Named Death (2018-2020), Seventh Void (2003-2017), Quiet Riot (2020-н.в.), Silvertomb (2019-н.в.), The Alien Blakk (2010-н.в.), Kill Devil Hill (2014-н.в.), Black Label Society (2011), Earl's Court, Seven Witches (2012-2016), Black Water Rising. 

## Биография
Джонни Келли родился 9 марта 1968 года в штате Теннеси, затем его семья переехала в Северную часть Бруклина. Он наполовину ирландец, наполовину итальянец (калабриец). Келли играет на барабанах с 15 лет. Он брал несколько уроков у своего соседа, через несколько лет недолго занимался у ударника Twisted Sister Эй Джи Перо (A. J. Pero), но в основном учился сам. Джонни учился на дизель механика, работал почтальоном и является большим поклонником старых автомобилей. Он был барабанным техником Type O Negative, но через 2 месяца после выхода третьего альбома группы Bloody Kisses, когда барабанщик Сол Абрускато (Sal Abruscato) ушёл из Type O Negative, чтобы присоединиться к группе Life of Agony, Джонни занял его место. 27 декабря 1999 года в Лас Вегасе он женился на Аните. 19 января 2001 года у них родилась дочь София Пейдж Келли (Sophia Paige Kelly). В барах Бруклина Джонни играл в кaвер группе Led Zeppelin под названием Earl’s Court. В ноябре-декабре 2002 года в рамках европейского мини-турне Келли начал играть в составе группы Danzig.

## Дискография

### Type O Negative
Альбомы
- 1996 October Rust US #42 (стал золотым), GER #5
- 1999 World Coming Down US #39, GER #3
- 2003 Life Is Killing Me US #39, GER #9,
- 2007 Dead Again US #27

Синглы
- 1993 Black No.1 (Little Miss Scare-All)
- 1993 Christian Woman
- 1995 Summer Breeze
- 1996 In Praise of Bacchus
- 1996 Love You To Death
- 1996 My Girlfriend’s Girlfriend
- 1997 Cinnamon Girl
- 2000 Everyone I Love Is Dead
- 2000 Everything Dies
- 2003 I Don’t Wanna Be Me
- 2006 Santana Medley
- 2007 Profits of Doom
- 2008 September Sun

Сборники
- 1998 Stone Flowers (бутлег)
- 2000 Least Worst Of US #99, GER #50
- 2006 The Best of Type O Negative[англ.]

Сплиты
- 2007 Iced Earth / Type O Negative / Engel (с Iced Earth и Engel)

### Seventh Void
- 2009 Heaven Is Gone

### Danzig
- 2010 Deth Red Sabaoth
- 2010 On a Wicked Night (single)
- 2011 Ju Ju Bone (single)
- 2015 Skeletons
- 2017 Black Laden Crown
- 2017 Last Ride (single)

### Seven Witches
- 2013 Rebirth
- 2015 The Way of the Wicked

### A Pale Horse Named Death
- 2018 Love the Ones You Hate (single)
- 2018 Vultures (single)
- 2019 When the World Becomes Undone (single)
- 2019 When the World Becomes Undone (album)
- 2019 Uncovered (EP)

### Silvertomb
- 2019 Edge of Existence